# Philippe Alméras
Philippe Alméras (ur. 22 lutego 1980 roku w Montpellier) – francuski kierowca wyścigowy.

## Kariera
Alméras rozpoczął karierę w międzynarodowych wyścigach samochodowych w 2000 roku od startów w Francuskiej Formule Renault, gdzie odniósł jedno zwycięstwo. Z dorobkiem 39 punktów uplasował się na szóstej pozycji w klasyfikacji generalnej. W późniejszych latach Francuz pojawiał się także w stawce Europejskiego Pucharu Formuły Renault 2.0, Francuskiej Formuły 3, French GT Championship, 24-godzinnego wyścigu Le Mans, FIA GT Championship, Francuskiego Pucharu Porsche Carrera, Porsche Supercup, International GT Open, V de V Challenge Endurance oraz V de V Michelin Endurance Series.